# Тіоангідриди
Тіоангідри́ди — ангідриди, в яких атоми Оксигену повністю або частково замінені атомами сульфідного Сульфуру.
До типових неорганічних ангідридів відносяться сульфіди B2S3, CS2, GeS4, SnS2, As2S3, P2S3, P2S5, V2S5, Sb2S5, MoS3, WS3, Re2S7. Прикладом тіоангідридів неповного заміщення є карбонілсульфід COS. До органічних тіоангідридів належить, зокрема, тіооцтовий ангідрид (CH3CO)2S.
Оскільки ангідриди є сульфідами елементів, близких до неметалів, зв'язок у сполуках є близьким до ковалентного. Всі тіоангідриди є малорозчинними у воді, проте вони розчиняються в лугах та у присутності інших солей-сульфідів — результатом таких процесів є утворення солей тіокислот:
{\displaystyle \mathrm {3SnS_{2}+6KOH\longrightarrow 2KSnS_{3}+K_{2}SnO_{3}+3H_{2}O} }
{\displaystyle \mathrm {As_{2}S_{3}+2NaOH\longrightarrow NaAsS_{2}+NaAsOS+H_{2}O} }
{\displaystyle \mathrm {As_{2}S_{3}+3Na_{2}S\longrightarrow 2Na_{2}AsS_{4}} }
Альтернативні назви для цього ряду сполук утворюються аналогічно до ангідридів: наприклад, CS2 — тіоангідрид тіовугільної кислоти H2CS3.